# Notoscincus
Genre
Notoscincus est un genre de sauriens de la famille des Scincidae.

## Répartition
Les espèces de ce genre sont endémiques d'Australie.

## Liste des espèces
Selon The Reptile Database (30 octobre 2012) :
- Notoscincus butleri Storr, 1979
- Notoscincus ornatus (Broom, 1896)

## Publication originale
- Fuhn, 1969 : Revision and redefinition of the genus Ablepharus Lichtenstein 1823 (Reptilia, Scincidae). Revue Roumaine de Biologie (Zoologie), vol. 14, p. 23-41.